# Wólka Garwarska
Wólka Garwarska (prononciation : [ˈvulka ɡarˈvarska]) est un village polonais de la gmina de Glinojeck dans le powiat de Ciechanów de la voïvodie de Mazovie dans le centre-est de la Pologne.
Il se situe à environ 4 kilomètres à l'est de Glinojeck (siège de la gmina), 21 kilomètres à l'ouest de Ciechanów (siège du powiat) et à 81 kilomètres au nord-ouest de Varsovie (capitale de la Pologne).

## Histoire
De 1975 à 1998, le village appartenait administrativement à la voïvodie de Ciechanów.